# آنا ماریا دوسنا
آنا ماریا دوسنا (ایتالیایی: Anna Maria Dossena؛ ۱۷ فوریه ۱۹۱۲ – ۱۸ ژوئن ۱۹۹۰) بازیگر اهل ایتالیا بود.ر
از فیلم‌ها یا برنامه‌های تلویزیونی که وی در آن نقش داشته است، می‌توان به عشق و آشوب و ما هفت خواهر بودیم، و بانوی پیر اشاره کرد.